# Babka średnia
Babka średnia (Plantago media) – gatunek rośliny z rodziny babkowatych. Rodzimy obszar występowania obejmuje Azję (od Syberii poprzez Chiny i środkową Azję do Zachodniej Azji) i całą niemal Europę, ale jako gatunek zawleczony rozprzestrzenił się także w innych regionach świata. W Polsce występuje powszechnie.

## Morfologia

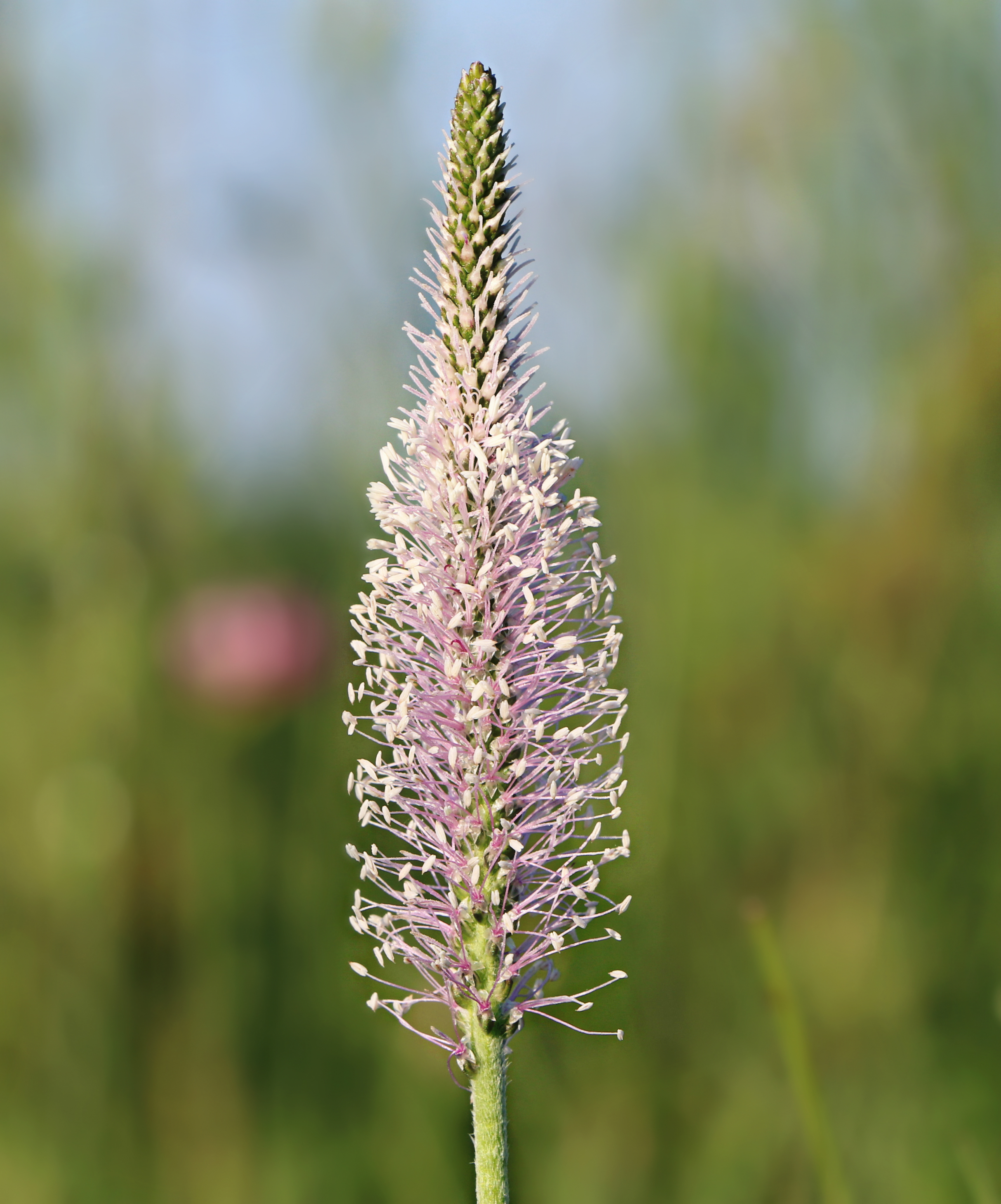
Kwiatostan

ŁodygaGłąbik o wysokości 3 do 50 cm, znacznie dłuższy od liści. Pod ziemią roślina wytwarza krótkie kłącze.
LiścieWyłącznie liście w przyziemnej różyczce. Są eliptyczne, ostro lub tępo zakończone, z 5-9 nerwami, całobrzegie, zwężone u nasady, z krótkim ogonkiem, lub siedzące. Są przeważnie obustronnie krótko owłosione.
KwiatyZebrane w krótki, walcowaty kłos o wiele krótszy niż głąbik. Przysadki nieco owłosione, o błoniastych brzegach, działki nagie, bardzo szerokie. Korona biaława, o długości ok. 4 mm, rurka korony naga. Nitki pręcików fioletowe, 4-5 razy dłuższe od korony, pylniki bladoliliowe lub białe.
OwoceCzteronasienne torebki z wieczkiem czarne, zawierające pomarszczone nasiona.

## Biologia i ekologia
Bylina, hemikryptofit. Kwiaty przedsłupne, wonne, kwitnie od maja do września, jest owadopylna, lub wiatropylna. Porasta łąki, wzgórza, polany, rumowiska, miedze, suche zbocza. W klasyfikacji zbiorowisk roślinnych gatunek charakterystyczny dla Cl. Festuco-Brometea. Liczba chromosomów 2n = 24.

## Zmienność
Tworzy mieszańce z babką lancetowatą i b.zwyczajną.

## Zastosowanie
Zastosowanie lecznicze: napar z liści stosuje się w nieżytach dróg oddechowych, gruźlicy płuc, rozedmie, kokluszu, przewlekłym kaszlu, w stanach zapalnych nerek i pęcherzyka żółciowego, jest także pomocny w neurastenii oraz stwardnieniu tętnic.
Kąpiele z dodatkiem naparu z liści wykazują działanie antyseptyczne, przeciwświądowe, przeciwzapalne, przyspieszające gojenie się ran i owrzodzeń, łagodzące stany zapalne skóry.

## Obecność w kulturze
Okazy babki średniej, zarówno w postaci płonnych różyczek liści przyziemnych, jak i w postaci rozwiniętych i owocujących okazów występują kilkakrotnie w tle malarskim scen w ołtarzu Wita Stwosza w Kościele Mariackim w Krakowie. W scenie Hołdu Trzech Króli znajdują się nawet dwa przedstawienia rzeźbiarskie tej rośliny, co stanowi wyjątek w płaskim poza tym tle.